# Schlangenbad
Schlangenbad è una cittadina termale tedesca di 6 481 abitanti situata nel circondario di Rheingau-Taunus, nel land dell'Assia.

## Letteratura
È alle terme di Schlangenbad che Käthe von Sellenthin, sposa del protagonista maschile del romanzo di Theodor Fontane, Irrungen, Wirrungen, Botho von Rienäcker, trascorre un periodo di cure lasciando il marito solo a Berlino, il che ha una certa rilevanza nell'economia della narrazione.